# Кастелето Монферато
Кастелѐто Монфера̀то (на италиански: Castelletto Monferrato; на пиемонтски: Castlet Monfrà, Кастълет Монфъра, в миналото: Castelletto Scazzoso, Кастелето Скацозо) е село и община в Северна Италия, провинция Алесандрия, регион Пиемонт. Разположено е на 197 m надморска височина. Населението на общината е 1562 души (към 2010 г.).